# Виње при Моравчах
Виње при Моравчах (словен. Vinje pri Moravčah) је насељено место у општини Моравче, Средњесловенска регија, Словенија.

## Историја
До територијалне реорганизације у Словенији било је у саставу старе општине Домжале.

## Становништво
У попису становништва из 2011. године, Виње при Моравчах је имало 76 становника.
| Број становника према пописима | Број становника према пописима | Број становника према пописима |
| ------------------------------ | ------------------------------ | ------------------------------ |
| 1991                           | 2002                           | 2011                           |
| 65                             | 71                             | 76                             |

Напомена: До 1955. исказивано под именом Свиње. Године 1952. повећано за насеље Рожек, које је укинуто. Године 2012. умањено за део насеља који је припојен насељу Негастрн.